# Christiane F. – Wir Kinder vom Bahnhof Zoo
Christiane F. – Wir Kinder vom Bahnhof Zoo, [] ( escolteu-ho)) (en alemany Christiane F. - Els nens de l'Estació del Zoo) és una pel·lícula biogràfica dramàtica alemanya del 1981 dirigida per Uli Edel que retrata el descens de Christiane Felscherinow, una noia de 13 anys avorrida i deprimida que va créixer a mitjans de la dècada de 1970 al Berlín Oest, a una addicta a l'heroïna als 14 anys. Basada en el llibre de 1978 de Wir Kinder vom Bahnhof Zoo (Nosaltres nens de l'Estació del zoo), transcrit i editat a partir d'una cinta enregistrada per Kai Hermann i Horst Rieck, la pel·lícula va adquirir immediatament estatus de culte i compta amb banda sonora de David Bowie, qui també apareix a la pel·lícula. El 2013, Felscherinow va publicar la seva autobiografia Christiane F. – Mein zweites Leben.

## Argument
Christiane Felscherinow de tretze anys, viu amb la seva mare, la seva germana petita i el seu gat al seu petit apartament en un edifici de formigó de diverses plantes i habitatge social en un barri avorrit als afores de Berlín Oest. Està cansada de viure-hi i és una gran fan de David Bowie. Sent parlar de Sound, una nova discoteca de moda al centre de la ciutat. Tot i que no té l'edat suficient per entrar-hi, es vesteix amb tacons i maquillatge, i demana a una amiga de l'escola, la Kessi, que hi va regularment, que la porti. Kessi també li proporciona pastilles. Al club, coneix un noi una mica més gran anomenat Detlev, que forma part d'una camarilla on tothom fa servir diferents tipus de drogues. L'endemà al matí, la Christiane i la Kessi estan esperant el metro quan la mare de la Kessi les troba i, enfadada, l'agafan del braç i dient a la Christiane que es mantingui allunyada de la seva filla.

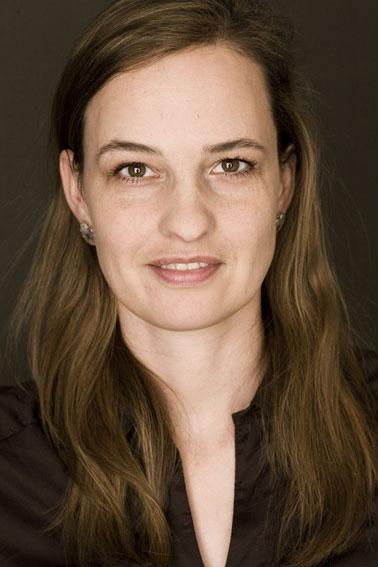
Natja Brunckhorst és Christiane F.

Christiane comença a prendre LSD, a més d'abusar de les píndoles, i fa amistat amb una noia de la seva edat anomenada Babsi. Després d'un concert de David Bowie, Christiane prova l'heroïna per primera vegada. A mesura que s'enamora de Detlev, la Christiane comença a fer servir heroïna de manera regular per estar a prop d'ell, depenent gradualment de la droga fins a convertir-se en una addicta en tota regla. Després del seu 14è aniversari, Christiane deixa d'anar a casa i passa cada cop més temps a l'apartament desordenat del seu cohort; També se sent atreta per Bahnhof Zoo, una gran estació de tren i metro coneguda pel tràfic de drogues i la prostitució que té lloc als seus passos subterranis i carrerons. Christiane també comença a prostituir-se, imitant a Detlev, que ven favors sexuals a clients masculins de manera regular per tal de pagar la seva addicció a l'heroïna.

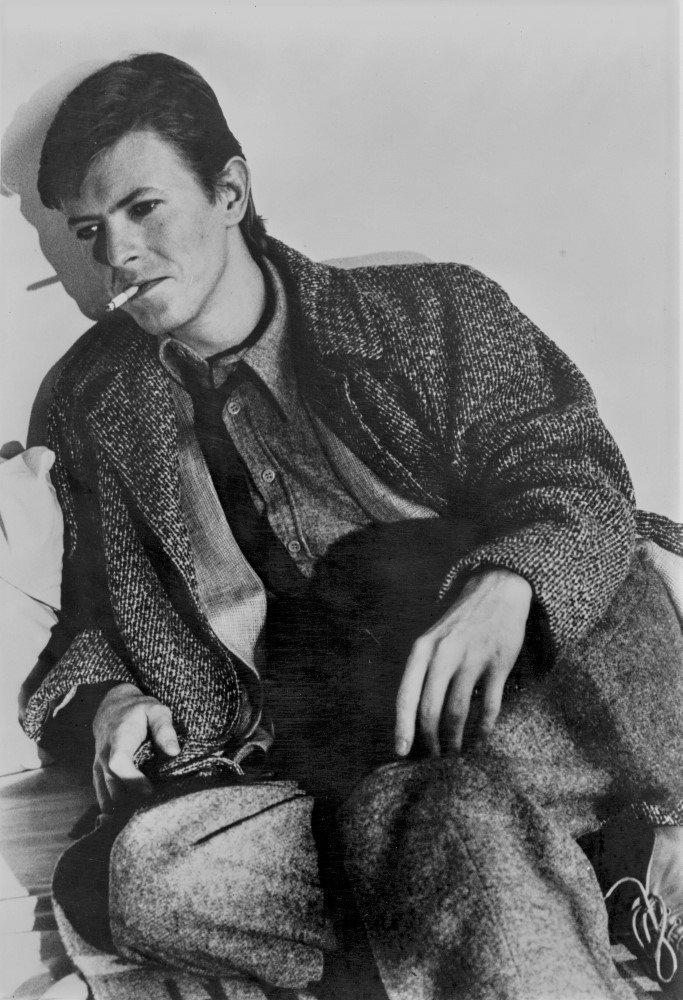
David Bowie, ídol musical de la protagonista

Després de ser descoberta inconscient al pis del bany de casa a causa d'una sobredosi d'heroïna, la Christiane prova de desintoxicar-se amb Detlev, una experiència insoportable per a tots dos. Tanmateix, tots dos tornen a caure en el moment en què tornen a visitar Bahnhof Zoo. Per alimentar la seva addicció, Christiane roba a casa, ven totes les seves possessions i s'enfonsa a nivells abismals. Un dia, Christiane i Detlev troben el seu millor amic i company d'habitació, Axel, mort a l'apartament per una sobredosi mortal, a causa d'un mal lot d'heroïna que li van vendre als carrers que Detlev creu que és estricnina. Christiane i Detlev fugen ràpidament i acaben a l'apartament d'un dels clients masculins de Detlev. Quan Christiane s'acosta als dos enmig d'una relació anal molt forta, té un col·lapse i fuig. Torna a l'estació per trobar Babsi, només per descobrir que està morta d'una sobredosi amb tot just 14 anys. Desesperada per la mort de nombrosos amics, així com per la seva incapacitat per alliberar-se de la seva addicció a l'heroïna, Christiane també intenta prendre una sobredosi. Una veu en off diu que Christiane finalment es va recuperar, però la majoria dels seus amics van morir o encara són addictes, inclòs Detlev, del qual es desconeix el parador i l'estat actual.

## Repartiment
- Natja Brunckhorst com a Christiane F.
- Thomas Haustein com a Detlev
- Jens Kuphal com Axel
- Rainer Wölk com a cadàver
- Jan Georg Effler com a Bernd
- Christiane Reichelt com a Babsi
- Daniela Jaeger com a Kessi
- Kerstin Richter com a Stella
- David Bowie com ell mateix
- Christiane Lechle com a mare de Christiane

## Producció
La pel·lícula es va rodar amb un pressupost baix el 1980 i es va estrenar el 1981, però ambientada entre 1975 i 1977 a Berlín Oest. S'omet el principi i el final del llibre i se centra en la història principal, començant quan Christiane comença la seva vida nocturna a Berlín als 13 anys, i s'atura de manera força brusca després del seu intent de suïcidi afirmant que es va recuperar. A la història real, Christiane F. mai es va recuperar completament de la seva addicció, ni els seus problemes van acabar en anar a Hamburg per començar la desintoxicació.
Originalment la pel·lícula anava a ser dirigida per Roland Klick, però va ser acomiadat només dues setmanes abans del rodatge, després d'un enfrontament amb Bernd Eichinger. Uli Edel va venir a dirigir la pel·lícula. La cinematografia és desolada i lúgubre, que representa un Berlín de classe treballadora en ruïnes amb estructures degradades i fons bruts i deteriorats.
El repartiment està format principalment per actors jovençans, la majoria dels quals encara estaven a l'escola en aquell moment i, en la seva majoria, no han seguit carrera d'actor des d'aleshores. Natja Brunckhorst és l'única membre del repartiment que va continuar actuant en pel·lícules i televisió alemanyes, començant amb Querelle de Rainer Werner Fassbinder de 1982, en aquell moment la pel·lícula més taquillera amb una forta temàtica homosexual. L’autèntica "Stella" (Catherine Schabeck), de 18 anys en aquell moment, té un breu cameo com el narcotraficant que ven la primera dosi d'heroïna a Detlev. La majoria dels extres de l'estació de tren i de SOUND eren consumidors de drogues i treballadors sexuals. En l'escena on Christiane corre pels carrerons de l'estació per trobar Babsi, la càmera mostra diversos consumidors de drogues recolzats a les parets del pas subterrani. En una entrevista del 2011, Thomas Haustein, que va interpretar a Detlev i en aquell moment encara anava a l'escola, va recordar la por que se sentia envoltat d'addictes de la vida real, però que va poder copiar amb èxit el seu comportament per al seu personatge. Ara seria il·legal que menors d'edat actuïn a les escenes de rodatge gràfic, de nuesa i de sexe de la pel·lícula; en aquell moment, però, només calia la producció era una carta de consentiment per escrit dels pares per procedir a la filmació.
El concert de David Bowie que apareix a la pel·lícula realment va tenir lloc a Nova York, amb només una part de l'equip i el repartiment assistint, perquè en aquell moment Bowie actuava a Broadway diverses nits a la setmana i no podia rodar a Berlín. Els primers plans de Bowie eren d'aquesta actuació de Nova York, mentre que les escenes del públic massiu eren d'un concert d'AC/DC a Alemanya. Els dos es van unir per semblar com un sol esdeveniment.
Natja Brunckhorst va recordar una escena que es va rodar a la Kurfürstenstraße on el seu personatge està sol esperant que algú l'agafés. "Va ser una lent llarga, així que l'equip de càmera estava lluny. Un cotxe va arribar i jo estava a punt d'entrar quan vaig veure, de recó de l'ull, alguns membres de la tripulació corrent cap a mi cridant: "No! No! No!" I em va venir: aquest era un noi de debò, no un actor, que intentava recollir-me. Gairebé vaig pujar a un cotxe amb algú que volia dormir amb una noia de 13 anys", va dir.

## Recepció
Al lloc web de l'agregador de ressenyes Rotten Tomatoes, la pel·lícula té una puntuació del 71% basada en 7 ressenyes.
Tant la pel·lícula com el llibre van adquirir l'estatus de culte a Europa immediatament després de l'estrena, augmentant la consciència de l'addicció a l'heroïna. La popularitat de la pel·lícula es va incrementar amb la participació de David Bowie com ell mateix (retratat donant un concert al començament de la pel·lícula) i com a col·laborador principal de la banda sonora. La música de Bowie dels seus àlbums fets a Berlín durant els anys 1976 i 1977 es reprodueix a tota la pel·lícula, i com que era en el punt àlgid de la seva popularitat a finals dels 70 i principis dels 80, la seva presència va ajudar a augmentar l'èxit comercial de la pel·lícula.
Christiane i els seus col·legues es veuen perdent la consciència en cabines de lavabo decrèpites enmig d'orina, vòmits i sang, injectant-se en primers plans, netejant i tornant a omplir xeringues directament des de la tassa del vàter, vomitant per tot arreu i s'adormen a sobre. En una escena especialment inquietant, un drogadic s'enfila per sobre d'un lavabo públic per robar la dosi de Christiane, injectar-se al coll, retornar la xeringa usada i donar-li les gràcies, davant la mirada horroritzada d'una dona gran. La representació de joves addictes de famílies aparentment normals era especialment alarmant. Aleshores, els addictes encara eren percebuts a la cultura popular com a personatges molt més adults i salvatges, com els representats a Easy Rider de Dennis Hopper o a les cançons de Lou Reed. cançons. Christiane compleix 14 anys a la meitat de la pel·lícula, la mateixa edat que la seva amiga Babsi, que pren una sobredosi mortal. El xicot de Christiane a la pel·lícula té 15 anys, interpretat per un actor de 14 anys. Cap dels seus companys, dos dels quals també hi pateixen una sobredosi mortal, són més grans de 16 anys, segons informen els títols finals que recorden les dates de naixement i mort dels individus de la vida real retratats a la pel·lícula. El fet que els personatges es prostitueixin, tant de manera heterosexual com homosexual, a una edat tan jove, va neguitar el públic.
La pel·lícula va ser la pel·lícula alemanya occidental més popular de l'any amb gairebé 4,6 milions d'entrades.

## Banda sonora
Totes les cançons són escrites per David Bowie excepte "Heroes/Helden" escrita per Bowie/Eno/Maas, "Boys Keep Swinging" i "Look Back In Anger", ambdues escrites per Bowie/Eno. Segons el llibre, la veritable Christiane F. havia tingut la seva primera experiència amb heroïna en un concert de David Bowie uns anys abans; això s'explica a la pel·lícula amb David Bowie interpretant ell mateix. L'escena del concert es va filmar l'octubre de 1980 a la discoteca Hurrah de Nova York, que es va modificar per semblar una discoteca de Berlín (Bowie apareixia cada nit a Broadway en aquell moment, així que el director Ulrich Edel va haver de rodar la seqüència a Nova York).
1. "V-2 Schneider"
2. "TVC 15"
3. "Heroes/Helden"
4. "Boys Keep Swinging"
5. "Sense of Doubt"
6. "Station to Station" (Live)
7. "Look Back in Anger"
8. "Stay"
9. "Warszawa"